# Mariana Sahakian
Mariana Sahakian  (en arménien : Մարիանա Սահակյան et arabe : ماريانا ساهاكيان, née le 2 septembre 1977) est une joueuse de tennis de table libanaise d'origine arménienne.
Née en Arménie, elle est de nationalité sportive libanaise. Elle participe aux Jeux olympiques d'été de 2016 au simple dames, où elle est éliminée au tour préliminaire par la Nigériane Olufunke Oshonaike,.
En tennis de table aux Jeux olympiques d'été de 2024, elle remporte le tour préliminaire contre la Chilienne Zhiying Zeng avant de s'incliner au tour suivant contre l'Américaine Lily Zhang.